# Branca canòpica del Nil
La branca canòpica del Nil és la branca occidental del riu Nil en el seu delta, que deu el seu nom a la ciutat de Canop. El nom s'utilitzà en l'antiguitat, però avui dia ja no es fa servir. A l'edat antiga i principis de l'edat mitjana fou una ruta comercial important, però s'anà enllotant fins que deixà de fluir a finals del mil·lenni I. És possible que en quedessin vestigis estacionals fins al segle xvii.